# Gropnița
Gropnița is een Roemeense gemeente in het district Iași.
Gropnița telt 3327 inwoners.